# Sikkim Himali Rajya Parishad
Sikkim Himali Rajya Parishad (Sikkims Himalaya Delstatsförening), politiskt parti i den indiska delstaten Sikkim. Partiets ordförande är Dr. A.D. Subba. 
Tillsammans med BJP, Kongresspartiet, Organization of Sikkimese Unity (OSU), NEBULA och National Liberation Front (oklart om detta är Sikkim National Liberation Front, Gorkha National Liberation Front eller samma organisation som NEBULA) har man i februari 2004 bildat Sikkim United Democratic Alliance.